# Rick Broers
Rick Broers (Alkmaar, 8 augustus 1995) is een Nederlandse videomaker op YouTube, videostreamer op Twitch en voormalig stand-up komediant.

## Persoonlijk leven
Rick Broers groeide op in Schagerbrug, een dorp in de gemeente Schagen.
Sinds 2014 volgde Broers een bachelor in de scheikunde aan de Universiteit van Amsterdam. In 2020 rondde hij een master af en begon hij aan de Interfacultaire lerarenopleiding aan diezelfde universiteit. Broers rondde deze laatstgenoemde studie niet af, door een incident bij zijn stageplek. Dit incident zorgde ervoor dat zijn stageadres hem ontsloeg. Broers werkt sindsdien voltijds als zelfstandig ondernemer. In september 2023 is Broers weer begonnen aan de lerarenopleiding, die hij in januari 2025 afrondde. In maart van dat jaar is Broers begonnen met een deeltijdbaan als scheikundedocent in Amsterdam.
In 2014 overleed zijn vader aan de gevolgen van een motorongeluk. Hij woonde in Schagerbrug tot 2021 waarna hij is verhuisd vanuit zijn moeders huis naar een huurhuis in Heerhugowaard. Hier heeft hij een paar jaar gewoond, totdat hij in september 2023 samen met zijn vriendin besloot te verhuizen naar het dorpje Barsingerhorn. Een halfjaar nadat ze het huis hadden gekocht besloten Broers en zijn vriendin om in begin 2024 om na bijna 7 jaar een punt achter hun relatie te zetten.

## YouTube

### Mieterzzz
Voordat Rick begon met 'Serpentgameplay', had hij het kanaal 'Mieterzzz'. Hierop plaatste hij samen met Jur onder andere sketches. Omdat ze allebei grote fans waren van 'Banjomovies' zijn sketches, besloten ze samen dit kanaal op te richten rond 2008. Anno 2025 staan alle sketches niet meer online. 

### SerpentGameplay
Broers begon op 5 oktober 2011 met video's maken op het videoplatform YouTube onder de naam 'SerpentGameplay'. Hij begon met het maken van gamevideo's, waar hij Minecraft speelt en die van commentaar voorziet. Een variant hierop zijn de XXLGameplays: Hierin speelt Broers games minstens één uur lang, of in één keer helemaal uit. In tegenstelling tot zijn gewone gamevideo's die zo'n 15 minuten lang zijn, kunnen deze video's meer dan 9 uur duren. In juli 2025 had hij op dit kanaal zo'n 158.000 abonnees. Tegenwoordig uploadt Broers naast gamevideo's ook 'praatvideo's'. In deze video's behandelt hij vaak één specifiek onderwerp waar hij dan de gehele video over praat, zoals een nieuwsgebeurtenis of een bepaald product.
In 2019 riep Broers zijn honderdduizend abonnees op om Je denkt maar dat je alles mag van mij van Frans Duijts en het 23-minuten durende Echoes van Pink Floyd massaal op de Top 2000 in te stemmen. Hij wilde hiermee het doorzichtige systeem van de Top 2000 op de proef stellen.
In hetzelfde jaar werd er vanaf een account op Twitter gedreigd met een aanslag op de Efteling. De politie spoorde drie personen met de naam Rick Broers op, waaronder de youtuber. Het bleek uiteindelijk om een hoax te gaan. Volgens Broers werd de tweet uitgestuurd door een fan.
De naam SerpentGameplay kwam tot stand na een schoolreisje, waar het Engelstalige 'serpent' voor 'slang' viel. Broers was een groot fan van Bardo Ellens' kanaal Banjomovies en wilde samen met zijn vriend Jur ook sketches maken. Het resultaat was echter niet bevredigend en dus besloten ze gamevideo's te gaan maken. Jur is in de loop van de tijd verdwenen van het kanaal.

### Serpent
In augustus 2023 besloot Broers zijn kanaalnaam te veranderen naar Serpent. Dit deed hij omdat het grootste deel van zijn video's geen gameplay is en hij meer wil uitstralen dan alleen een gamekanaal.

### Andere kanalen
Broers heeft naast zijn hoofdkanaal Serpentgameplay ook nog onder andere het kanaal 'SerpentGametwee' (17.800 abonnees in juli 2025), waarop Broers voornamelijk het spel RuneScape speelt, het kanaal 'SerpentYolo' (5.310 abonnees in juli 2025) waar hij Engelstalige video's maakte voor een schoolproject onder de alias ''Richard Brothers'', het kanaal 'OnderNiveau' (9.580 abonnees in juli 2025) was een kanaal waar hij zijn fragmenten liet zien als stand-up comedian, het kanaal 'SerpentScience' (8.580 abonnees in juli 2025), waarop hij scheikunde-gerelateerde video's uploadt. Naar aanleiding van laatstgenoemde kanaal en zijn studie scheikunde heeft hij meegewerkt aan een item voor het NOS Jeugdjournaal over hoe je 'slijm' moet maken. En het kanaal 'SerpentKazoo' (3.410 abonnees in juli 2025) waarop hij covers maakte met een kazoo. Anno 2025 zijn deze kanalen inactief.
Broers was van 2012 tot 2015 deel van het YouTubekanaal 'Banjotown', dat werd geleid door YouTuber Bardo Ellens. Hij had een eigen rubriek 'Rick's avonturen' waar hij als interviewer op evenementen vragen stelde aan fans of bekende Nederlanders.
Sinds juli 2023 uploadt Broers korte fragmenten uit zijn livestreams op zijn extra YouTube-kanaal genaamd 'Rick Broers'.

### Legends of Gaming
In november 2020 maakte Broers ook zijn debuut in het 5e seizoen van Legends of Gaming NL. Hij was de eerste afvaller van dat seizoen.
In december 2022 maakte Broers nog een verschijning bij Legends of Gaming NL in seizoen 7 als 'Mystery Legend', hij viel gelijk af.

### And Then You Die
Vanaf maart 2018 tot en met november 2018 presenteerde Broers de satirische YouTube-comedyserie And Then You Die samen met cabaretiers Fabian Franciscus en Patrick Meijer op het gelijknamige YouTubekanaal. Later is dit kanaal omgedoopt naar "De Cancel Show" waarbij alle "And Then You Die" video's op privé gezet zijn.

## Twitch
Broers is ook een streamer op de streaming-dienst Twitch, eveneens onder de naam 'SerpentGameplay'. Op dit kanaal had hij in oktober 2021 216.000 volgers waarmee hij toen de meest bekeken Twitcher van Nederland was, met 122.704 kijkuren in die maand. Op Twitch streamt hij - vrijwel dagelijks - let's plays en irl. Voor de irl-streams bezoekt hij diverse openbare plekken of evenementen zoals demonstraties, dierentuinen en binnensteden. Broers is anno 2024 meermaals verbannen van Twitch. Dit meestal door het tonen van naaktheid.
In 2019 won Broers de titel 'Beste mannelijke streamer volgens de community' op de Dutch Stream Awards, die werd uitgereikt op het Firstlook Festival. Ook was Broers genomineerd voor de VEED-Award 'Beste Twitcher' tijdens het VEED Festival 2019. In 2020 won Broers de publieksprijs voor 'Beste mannelijke streamer' en 'Beste stream' op de Dutch Stream Awards. Op 3 juni 2021 won Broers de publieksprijs voor 'Beste streamer' op The Best Social Awards. Op 3 december 2021 won Broers de juryprijs voor 'Beste stream' op de Dutch Stream Awards.
In 2021 deed Broers van vrijdag 9 april tot en met vrijdag 23 april een zogenoemde "subathon" waarbij Broers voor ieder nieuw abonnement twee minuten extra langer live ging. Hierbij was hij 24 uur per dag live te zien. Ook het NOS Jeugdjournaal kwam tijdens de subathon langs om een item te maken over de gebeurtenis.
Begin oktober 2021 lekte door een hack bij het streamingsplatform onder andere de inkomens, broncode en andere data uit. Hieruit kwam naar voren dat Broers de meest verdienende Twitch streamer is van Nederland. Hierin zijn alleen abonnementen en bits meegenomen.
Van 31 december 2021 tot 19 maart 2022 hield Broers zijn tweede subathon. Bij ieder nieuw abonnement ging hij deze keer 3 minuten langer live. Anno mei 2022 is de subathon van Broers de op vier na langste op Twitch. Na de subathon solliciteerde hij bij een cocktailbar. Zijn streams en YouTube-leven gaan ook gewoon nog door.
In november en december 2022 presenteerde Broers samen met radio-dj Daniël Lippens de vierde editie van de Dutch Stream Awards. In februari 2025 won Broers de publieksprijs voor 'Beste livestreamer' op The Best Social Awards, na in 2021 de publieksprijs voor 'Beste Twitcher' (een livestreamplatform) te winnen.

### E-sports
Broers maakte op 16 oktober 2020 zijn debuut in de e-sportscompetitie "Twitch Rivals", een officieel Twitchtoernooi waarbij verschillende Europese streamers in teams met elkaar concurreren in een bepaald spel. Broers deed mee in het kwalificatietoernooi van Twitch Rivals: Fall Guys Fridays. Hij was aanvoerder van Team "50 Shades of Pog". Zijn teamgenoten waren Sarah Verhoeven (bekend als Saar), Daniël Lippens en Denzel Banen (bekend als D3NNAD3N). Met zijn team eindigde hij als 14e, waardoor ze zich niet wisten te plaatsen voor het hoofdtoernooi.

## Podcasts
Broers heeft door zijn carrière heen meerdere podcasts gepresenteerd, hieronder een overzicht.

### Boeken met Broers
Broers presenteerde in 2019 2 afleveringen van de podcast "Boeken met Broers" hierin besprak hij elke aflevering boeken die hij gelezen had. Dit deed hij samen met collega YouTuber Ronald Vledder. Van deze podcast zijn maar 2 afleveringen uitgebracht in mei en juni van dat jaar waarna Broers heeft besloten het project stop te zetten.

### PodcastWat de Neuk?!
Broers presenteerde samen met Bardo Ellens de podcast "Wat de Neuk?!" waarin elke aflevering een ander onderwerp besproken wordt.

### PodcastRikipedia
Vanaf januari 2023 maakte Broers de podcast "Rikipedia" waarin hij in een paar minuten tijd een opmerkelijke en interessante Wikipedia-pagina bespreekt. Deze podcast stond de eerste week op de eerste plek in de Nederlandse podcasthitlijsten. Hij had een deal met Spotify, waarbij hij wekelijks een aflevering maakte en daarvoor in de aanbevelingen verscheen. Toen dit systeem van Spotify stopte, stopten ook de wekelijkse afleveringen.

### Circus Brainrot
Vanaf 3 maart 2025 maakt Rick Broers Circus Brainrot, een wekelijkse radioshow en podcast samen met Bardo Ellens. De show draait om internetcultuur, chaos en humor, met spontane gesprekken en actuele onderwerpen. Het wordt uitgezonden op Yoursafe Radio en is terug te luisteren via platforms als Spotify en Apple podcasts. Ze delen ook korte, chaotische highlights en grappige fragmenten via Tiktok en Instagram Reels om hun publiek te bereiken.

## De Cancelshow
Broers heeft sinds 2023 samen met comedian Fabian Franciscus zijn eigen online spelshow met de naam "De Cancel Show". De show wordt geleid en gepresenteerd door Bardo Ellens. Broers en Franciscus zijn hierbij de teamcaptains. Het idee achter deze show is om de zelfspot en grappen te kunnen maken waar men eigenlijk anno 2023 vanwege de cancelcultuur op het internet niet meer mee weg zou komen in een gecontroleerde satirische setting. De show wordt opgenomen in het Posttheater in Arnhem. Later worden de afleveringen geüpload op het YouTube kanaal van Broers.
| Seizoen | Aflevering | Gasten                     |
| ------- | ---------- | -------------------------- |
| 1       | 1          | Andries Tunru              |
| 1       | 1          | Marten de Wilde (Inceppie) |
| 1       | 2          | Jeffrey Wirtz (Egbert)     |
| 1       | 2          | Ruud Smulders              |
| 2       | 1          | Jan Roos                   |
| 2       | 1          | Dennis Schouten            |
| 2       | 2          | Steven Stol                |
| 2       | 2          | Shappo0                    |
| 2       | 3          | Paul Goudsmit              |
| 2       | 3          | Herman Brusselmans         |
| 2       | 4          | Willem Treur               |
| 2       | 4          | Lies Zhara                 |

## Burgerinitiatief Stop de Postcodeloterij
Op 11 maart 2025 kondigde Broers op zijn YouTube-kanaal in een video een burgerinitiatief tegen de Nationale Postcode Loterij aan. Hij betoogt dat de Postcodeloterij mensen door middel van angst (fear of missing out) beïnvloedt om deel te nemen aan de loterij. Hij pleit voor een nieuw prijzenmodel waarbij het achteraf voor niet-deelnemers onmogelijk moet zijn om te weten dat zij wel een prijs gewonnen zouden hebben als zij wel deelgenomen hadden. Dit zou de angstmotivatie voor deelname aan de loterij moeten mitigeren.

## Prijzen, nominaties en deelnames
| Jaar | Prijs                  | Categorie                                 | Resultaat   |
| ---- | ---------------------- | ----------------------------------------- | ----------- |
| 2019 | VEED Awards            | Beste Twitcher                            | Genomineerd |
| 2019 | Dutch Stream Awards    | Beste Mannelijke Streamer (Publieksaward) | Gewonnen    |
| 2020 | Dutch Stream Awards    | Beste Mannelijke Streamer (Publieksaward) | Gewonnen    |
| 2020 | Dutch Stream Awards    | Beste Stream (Publieksaward)              | Gewonnen    |
| 2021 | Dutch Stream Awards    | Beste Stream (Juryaward)                  | Gewonnen    |
| 2021 | Dutch Stream Awards    | Beste Stream (Publieksaward)              | Gewonnen    |
| 2021 | Dutch Stream Awards    | Beste Mannelijke Streamer                 | Genomineerd |
| 2021 | The Best Social Awards | Beste Twitcher (Publieksaward)            | Gewonnen    |
| 2021 | Legends of Gaming NL   | Legends of Gaming 2020-2021               | 15e         |
| 2022 | The Best Social Awards | Beste Twitcher (Publieksaward)            | Genomineerd |
| 2022 | MAX Geheugentrainer    | Kandidaat                                 | Gewonnen    |
| 2022 | The Genius             | Kandidaat                                 | 3e afvaller |
| 2022 | Legends of Gaming NL   | Legends of Gaming 2022-2023               | 7e          |
| 2025 | The Best Social Awards | Beste livestreamer (Publieksaward)        | Gewonnen    |